# Klein Lukow
Klein Lukow là một đô thị tại huyện Müritz, bang Mecklenburg-Vorpommern, miền bắc nước Đức.